# Freckleton
Freckleton – wieś w Anglii, w hrabstwie Lancashire, w dystrykcie Fylde. Leży 53 km na północny zachód od miasta Manchester i 311 km na północny zachód od Londynu. W 2001 miejscowość liczyła 6045 mieszkańców.